# Synopeas donizettii
Synopeas donizettii är en stekelart som beskrevs av Vlug 1995. Synopeas donizettii ingår i släktet Synopeas och familjen gallmyggesteklar. Inga underarter finns listade i Catalogue of Life.